# Maschinengewehr-Scharfschützen-Abteilungen
La Maschinengewehr-Scharfschützen-Abteilung (MGA : section de tireurs d'élite à la mitrailleuse) fut comme son nom l'indique une unité d'élite constituée de mitrailleuses durant la Première Guerre mondiale. Ce type d'unité qui apparaît en janvier 1916 est censée remplacer les Musketen-Bataillon devenus peu utiles. Chaque unité ou compagnie est composée de 85 hommes avec six mitrailleuses. Contrairement aux autres mitrailleurs, les hommes de cette unité ne se servent pas de leur arme comme d'un élément défensif seulement destiné à protéger une tranchée ou un point fortifié mais se servent des mitrailleuses comme moyen offensif. Il faut généralement quatre semaines d'entraînement pour bien maîtriser la MG-08 (modèle Maxim 1908 amélioré) dans son aspect offensif.
Durant la guerre, 152 compagnies MGA sont créées. Les Allemands décident à partir d'août 1916 de regrouper par trois les compagnies en une section (Abteilung). Les Maschinengewehr-Scharfschützen-Abteilungen servent donc pour appuyer les offensives (la plupart du temps, chaque division participant à l'offensive possède une Abteilung). Cependant lors des mois de septembre-octobre 1918, les compagnies reviennent dans un rôle défensif pour protéger la retraite de l'armée allemande. En décembre 1916 les compagnies appartiennent à des Maschinengewehr-Scharfschützen-Abteilungen-Kommandos responsables de toutes les unités de mitrailleuses du front ouest ainsi que les mitrailleuses anti-aérienne. Finalement, au mois de janvier 1918, sous la pression des chars de l'Entente, les Allemands se voient dans l'obligation de créer des armes contre ces nouveaux ennemis et certaines des compagnies de mitrailleuses d'élite possèderont deux canons antichars de 57 mm qui remplacent deux mitrailleuses. À la fin de la guerre, les Maschinengewehr-Scharfschützen-Abteilungen disparaissent de l’armée allemande.